# Nexa Resources Atacocha
Nexa Resources Atacocha, más conocida como Atacocha, es una compañía minera peruana dedicada a la exploración y explotación de concesiones mineras. antes de 2009 operaba bajo el nombre de Compañía Minera Atacocha S.A.A. Es una empresa componente del índice S&P/BVL Perú General.
Opera una planta de tratamiento y un campamento minero, los cuales se encuentran ubicados en los distritos de San Francisco de Asís de Yurusyacán y Yanacancha, provincia de Pasco. Las actividades de la empresa incluyen la producción y venta de concentrados de plomo, zinc y cobre. Además, la empresa se dedica a la generación de energía eléctrica y posee dos centrales hidroeléctricas: Marcopampa y Chaprín con una capacidad instalada de 6,6 megavatios.
Atacocha fue comprada en 2008 por el conglomerado brasileño Votorantim, que posee el 70% de sus participaciones. Hasta entonces, la empresa cotizaba en la Bolsa de Valores de Lima y formaba parte del Índice General de la Bolsa de Valores de Lima, el principal índice del país.
Hasta el año 2000, Atacocha había extraído 29 millones de toneladas de mineral en más de 275 kilómetros de sitios horizontales y verticales. Con esto, la empresa había producido 2,3 millones de toneladas de concentrados de zinc, 1,7 millones de plomo y más de 100 millones de onzas finas de plata.

## Historia
La empresa fue fundada en 1936 y tiene su sede en Lima. Fue establecido por Francisco José (Paco) Gallo y Díez de Escalada, un hidalgo español cuya familia había tenido señorío jurisdiccional sobre el Valle de Sedano en Burgos, norte de España. Descendientes de una familia alguna vez poderosa, habían ocupado destacados cargos religiosos y administrativos, como Juan López Gallo (1500-1571), barón de Male y gobernador de los Países Bajos Españoles. Gallo nació el 1 de febrero de 1905 en Santander. El menor de ocho hermanos y educado en Bilbao y Londres, fue enviado a Perú en 1923 por su padre para liquidar una empresa familiar y regresar a casa tras los intentos fallidos del resto de sus hermanos. La empresa "Casa Gallo" era un conglomerado comercial importante pero en declive que poseía tierras y minas en el país. A su llegada, el astuto joven de 18 años vio una oportunidad de negocio y vendió exitosamente Casa Gallo en un esfuerzo por comprar un terreno en Cerro de Pasco, situado a más de 14,000 pies de altitud. A su regreso a Europa, se volvió un ingeniero de minas y compró derechos de explotación minera, fundando la Compañía Minera Atacocha el 6 de febrero de 1936 en Lima.
El 20 de marzo de 1936 se celebró la primera Sesión de la Asamblea General Ordinaria de Accionistas. Durante la reunión se designó el Directorio que sería presidido por el señor Gino Bianchini, el cual estaría integrado por Gerardo Diez, Alberto Quesada, Manuel B. Llosa y Oscar Díaz Dulanto, recayendo la Dirección Interina en este último. El 20 de abril, el ingeniero italiano Edgardo Portaro Mazzetti fue nombrado director de la empresa. Gallo ocupó la presidencia de la empresa hasta 1973 cuando renunció y se trasladó a Madrid tras las reformas radicales del gobierno militar de Juan Velasco Alvarado. Esto fue a pesar de la petición original de su padre de vender la empresa familiar en decadencia y regresar a casa.

## Conflictos sociales
El 28 de agosto de 2022, Nexa Resources informó a la Superintendencia del Mercado de Valores la paralización de las actividades mineras del tajo abierto San Gerardo en Pasco, debido a un conflicto con la comunidad de San Juan de Milpo, la cual bloqueó el acceso a la unidad minera. La población demandó a la empresa el cumplimiento de una serie de acuerdos suscritos por temor a la contaminación ambiental. Eventualmente la empresa mantuvo el diálogo con la comunidad.
A inicios de febrero de 2024, Nexa Resources detuvo la producción de su mina de zinc a cielo abierto San Gerardo debido a un bloqueo de carreteras por parte de la comunidad de Joraoniyoc. La empresa informó que la producción minera se suspendió temporalmente hasta que las actividades de protesta cesaran y que se garantizara la seguridad del personal y de las operaciones. 